# Vladimir Boisa
Vladimir Boisa (Rustavi, 4 de julio de 1981) es un jugador de baloncesto profesional georgiano con pasaporte esloveno cuya carrera profesional ha transcurrido en distintos clubes de varios países de Europa.

## Biografía
Su trayectoria profesional se inició en el Azot Rustavi de su ciudad natal, conjunto desde el que emigró a Eslovenia donde tras una temporada en el Postojna, fichó por el Olimpia Ljubljana, equipo que a su vez lo cedió al Slovan Ljubljana donde permaneció hasta que en la temporada 1999/2000 fue repescado por el Olimpia.
En el Olimpia coincidió con jugadores como Marino Baždarić o Ratko Varda convirtiéndose en uno de los pilares del equipo como lo demuestra el hecho de que en 2005 fuera designado como mejor jugador defensivo de la liga eslovena e integrante del quinteto ideal de la liga. En esta etapa logró hacerse con varios títulos, como campeón de la Liga Adriática en 2002 o de la Eslovena en 2004 y 2005 entre otros.
En 2005 se marchó a Italia para jugar en el Montepaschi Siena, conjunto con el que se proclamó campeón de la LEGA en la temporada 2006/07.
En la temporada 2007/08 fichó por el Spartak Moscú de la Superliga de baloncesto de Rusia, aunque finalizó la temporada en las filas del Aris Salónica de la HEBA griega
La temporada 2008/09 la inició en las filas del Vive Menorca, aunque en febrero de 2009 fue apartado del equipo para dar de alta al pívot francés Frédéric Weis. Poco después, el conjunto menorquí llegó a un acuerdo con el KK Zadar para el traspaso del jugador al conjunto croata.

## Perfil como jugador
Con 2,09 m de estatura y más de 100 kilos de peso, Boisa ocupa la posición de ala-pívot destacándose por su gran fortaleza física que le convierte en un excelente defensor. En ataque es muy versátil y posee una depurada técnica de tiro. Además es capaz de correr con gran efectividad el contraataque.

## Trayectoria deportiva
- 1996/98: Azot Rustavi, Georgia
- 1998/99: Postojna, Eslovenia
- 1999/01: Slovan Ljubljana, Eslovenia
- 2001/05: Olimpia Ljubljana, Eslovenia
- 2005/07: Montepaschi Siena, Italia
- 2007/08: Spartak Primorje, Rusia
- 2007/08: Aris Salónica, Grecia
- 2008/09: Vive Menorca, España
- 2009: KK Zadar, Croacia